# Historia de Tuvalu

Bandera de Tuvalu

Tuvalu es un archipiélago situado al este de las Islas Salomón, habitado desde el principio del primer milenio a. C. Fue visitado primero por europeos en 1568, con la llegada del navegante español Álvaro de Mendaña y Neyra, desde el Perú. 
Comerciantes de esclavos y balleneros visitaron infrecuentemente a las islas. En 1892, las islas se volvieron parte del protectorado británico de Islas Gilbert y Ellice, con Tuvalu siendo llamadas Islas Ellice. El protectorado se volvió una colonia en 1915.
En 1974, diferencias étnicas dentro de la colonia causaron que los polinesios de las Islas Ellice votaran para separarse de los micronesios de las Islas Gilbert (más tarde Kiribati). El año siguiente, las Islas Ellice se volvieron la separada colonia británica de Tuvalu. La independencia se concedió en 1978. La capital de Tuvalu es Funafuti.

## Primeros pobladores
Su historia se remonta aproximadamente al siglo XIV, cuando las primeras migraciones de grupos humanos provenientes de las Islas Samoa y Tonga comenzaron a poblar el territorio. La mayoría de estos grupos étnicos tienen una estirpe cultural polinesia.

## Exploraciones españolas
Fue en el siglo XVI cuando buques de nacionalidad española pasaron por las islas, el explorador y navegante Álvaro de Mendaña y Neyra arribó a las islas en 1568 en su buque llamado La Capitana; llegó a la que actualmente es la isla de Nui y la llamó “Isla de Jesús” y en 1595 nombró otra isla vecina, la cual hoy día es Niulakita como “La Solitaria”. Después pasó por las islas otro explorador en el año de 1781 llamado Don Francisco Maurelle, que en un principio se dirigía de Manila a la Nueva España, sin embargo los vientos no le favorecieron y terminó allí en las islas y llegó a la que es la actual isla de Nanumanga, a la cual entonces llamó “Isla del Cocal”. Ninguno de estos exploradores le tomó gran importancia a estos territorios y se devolvieron a sus destinos. Cabe destacar que en los siguientes siglos sólo serían visitadas las islas por algunos balleneros y comerciantes y se dedicarían casi exclusivamente a eso, aunque también aprovecharían la oportunidad para raptar y esclavizar a algunos locales, sobre todo a mediados del siglo XIX. También habría un decremento muy significativo en la población debido a la transmisión de algunas enfermedades europeas a las cuales los nativos no tenían ninguna suerte de resistencia natural. 

## Colonización
En el siglo XIX, específicamente en el año de 1819 un navegante americano de nombre Arent De Peyster llamó al conjunto de islas como Islas Ellice por un político británico de nombre Edward Ellice, a quien le pertenecía el cargamento del buque en el que navegaba. En 1877 se añaden las islas Ellice con otras y conformarían el protectorado británico llamado Islas Gilbert y Ellice. Después a finales de siglo, precisamente en el año de 1892, sería consagrado ya como una colonia.

## Misiones
En el tardío siglo XIX llegaron misiones de la iglesia protestante a evangelizar. Sería para la década de 1860 cuando accidentalmente la Sociedad Misionera de las Islas Cook llegó a la isla Nikulalelae y al ver a los pobladores nativos, decidió instalar algunos pastores en distintas islas. Actualmente la protestante es la religión mayoritaria de la isla, aunque sigue habiendo minorías que profesan cultos religiosos animistas tradicionales polinesios.

## Segunda Guerra Mundial
Los japoneses provocaron bombardeos en la parte sur de las islas y los americanos lideraron las operaciones militares en su contra. Se llevaron a cabo batallas en distintas partes del Pacífico y los estadounidenses aprovecharon este punto para trasladarse fácilmente a los puntos donde se libraban las batallas. Construyeron una base aérea en Funafuti, Nanumea y Nukufetau en el año de 1942 y hoy día sigue siendo utilizada una de esas bases como campo de aviación: la del aeropuerto de Funafuti. No fueron graves las consecuencias de los ataques.

## Independencia
Por fricciones con grupos étnicos de las islas Gilbert y por asuntos económicos Gran Bretaña en 1974 le iba a dar la independencia a las islas, pero no fue hasta 1978 que tal acción se consumó, las islas Gilbert pasaron a transformarse en Kiribati y las islas Ellice en Tuvalu. Al siguiente año firmó el nuevo Tuvalu un tratado de amistad con los Estados Unidos, en el cual reconoce la posesión de los tuvaluanos de 4 islas que ellos reconocían como suyas. Hoy día son parte de la Organización de las Naciones Unidas y de la Commonwealth, a los cuales se incorporaron en el año 2000.

## Actualidad
Al día de hoy Tuvalu tiene graves problemas con el cambio climático y el aumento del nivel del mar, se calcula que para mediados del siglo XXI los recursos naturales de Tuvalu ya no serán suficientes como para satisfacer las necesidades de los pobladores. El gobierno ha tomado medidas para enviar a su población a otros países como Australia y Nueva Zelanda y muchos países han ayudado a Tuvalu a través de apoyos económicos para mejorar las condiciones de sus pobladores. Actualmente siguen los debates sobre qué medidas tomar para evitar el declive económico y las afectaciones a la población, puesto que las condiciones de vida se vuelven cada vez más difíciles. Aunque en contra parte es un país pequeño y con población escasa, se estima cuenta aproximadamente con 10 869 pobladores.
Sus principales actividades económicas son la pesca y la fabricación de manufacturas informales. La pesca y el aprovechamiento de sus aguas son de suma importancia para su economía, ya que ésta, junto con la concesión de permisos de sus aguas territoriales para pesca son las actividades que aportan más al PIB del país, suman más del 45 %. 
Dependen en gran medida de las importaciones de combustible y otros productos, como alimentos. No opera ninguna televisora en Tuvalu, la radio es el medio de comunicación más importante. La educación también es otro problema, ya que no existe ninguna clase de educación encima de la secundaria; los tuvaluanos si desean estudiar a un nivel superior a este deben acudir ya sea a las islas Fiyi, Nueva Zelanda o Australia, son pocos quienes alcanzan esta posibilidad. Tuvalu enfrenta poderosos retos en la actualidad, así como la mayoría de las islas minoritarias en esta parte del Pacífico.